# Eva-Maria Admiral

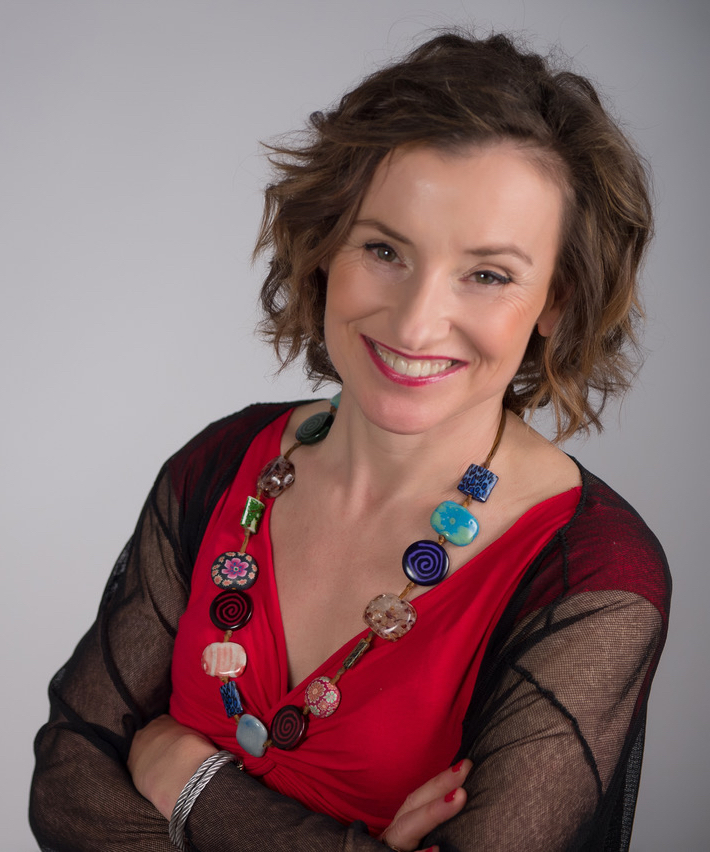
Eva-Maria Admiral

Eva-Maria Admiral (* 21. Mai 1965 in Tulln) ist eine österreichische Schauspielerin.

## Leben
Nach dem Studium der Literatur- und Theaterwissenschaft an der Universität Sorbonne in Paris schloss sie eine theologische Ausbildung in den USA ab. Dann absolvierte sie ihre Schauspielausbildung am Max-Reinhardt-Seminar in Wien. Erste Erfolge feierte sie im Zweipersonenstück Burning Love am Wiener Volkstheater. Im Anschluss an ihre Ausbildung spielte Eva-Maria Admiral zehn Jahre am Burgtheater Wien. Dort arbeitet sie u. a. mit Manfred Karge, Jürgen Flimm und Claus Peymann. Anschließend folgten Engagements bei den Wiener Festwochen und unter der Regie von Jürgen Flimm bei den Salzburger Festspielen.
Es folgten Hauptrollen u. a. in Ein Sommernachtstraum, Der Verschwender und Ein Florentinerhut. Wiederholt kam es zur Zusammenarbeit mit Regisseur Claus Peymann und als Partnerin von Nicholas Ofczarek. Daneben wirkte sie in deutschen Fernsehproduktionen mit.
Seit 1997 wirkt sie als freie Schauspielerin in Österreich, Deutschland und der Schweiz mit erfolgreichen Soloprogrammen wie etwa mit dem Bestseller von Éric-Emmanuel Schmitt Oskar und die Dame in Rosa, dem Stück vom Glück und Weihnachten Hautnah.
Eva-Maria Admiral ist zertifizierte Stimm- und Rhetoriktrainerin sowie Gastdozentin an der Dualen Hochschule Baden-Württemberg Heilbronn für BWL, am Management Center Innsbruck und für den Bund Freikirchlicher Pfingstgemeinden.
2015 veröffentlichte sie ihre Autobiografie Mein Überlebenslauf, worin sie nicht nur ihre Kindheit aufarbeitet, sondern auch erzählt, wie sie trotz schwieriger Rahmenbedingungen in einem katholischen Internat zum christlichen Glauben fand. Dieses Buch wurde als Dokumentation unter dem Titel Scherben im Glanz der Ewigkeit verfilmt.
Eva-Maria Admiral ist verheiratet mit dem Schweizer Schauspieler Eric Wehrlin.

## Auszeichnungen
- Preis als beste Nachwuchsschauspielerin, Wien 1988
- Stipendium der Akademie Schloss Solitude, Stuttgart 1999
- Theaterpreis der Ruhrtriennale

## Theaterrollen (Auszug)
- Burning Love (Zweipersonen Stück) von Fitzgerald Kusz
- Die Grotte von Jean Anouilh (Adele)
- Das Mädl aus der Vorstadt von Johann Nestroy (Thekla)
- Penthesilea von Kleist (Oberste)
- Der Zerrissene von Johann Nestroy (Kathi)
- Innere Stimmen von Eduardo De Filippo (Maria)
- Die sieben Weiber des Blaubart von Ludwig Tieck (Agnes)
- Lesung: Elektra von Hugo von Hofmannsthal (Aufseherin)
- Donauwellen von Fritz Kortner (Grete)
- Geschlossene Gesellschaft, Jean-Paul Sartre (Estelle)
- Hochzeit, Elias Canetti (Christa, Toni)
- Reigen, Arthur Schnitzler (süße Mädel, Dienstmädchen)
- Die Kleinbürgerhochzeit, Brecht (Ina)
- Totenauberg, Elfriede Jelinek (elegante Dame)
- Du süßes Menschenfleisch, Arthur Schnitzler (Dienstmädchen)

## Fernsehen
- Szenen aus der Liebelei, Arthur Schnitzler (Mizi)
- Ein Sommernachtstraum, Shakespeare (Hermia)
- Ein Florentinerhut, Eugène Labiche (Virginie)
- Der Fiaker als Marquis, Adolf Bäuerle (Suserl)
- Der Verschwender, Ferdinand Raimund (Rosa)

## Veröffentlichungen
- Mach bloß keine Szene: Theater hinter den Kulissen, Aussaat-Verlag, Neukirchen-Vluyn 1998, ISBN 978-3-7615-3591-2.
- mit Eric Wehrlin: Vorhang auf! – Theaterspielen in der Gemeinde; ein Handbuch für die Praxis, SCM Bundes-Verlag, Witten 1998, ISBN 978-3-926417-80-0.
- Erstmal entspannen (Audiobook), cap! Music, Altensteig ISBN 978-3-935699-66-2.
- Glücklich im Hier und Jetzt: ein Powerbuch für Körper, Seele und Geist, Aussaat-Verlag, Neukirchen-Vluyn 2001, ISBN 978-3-7615-3702-2.
- Glücklich im Hier und Jetzt: eine Power-CD für Körper, Seele und Geist (mit praktischen Anleitungen und entspannender Musik), Aussaat-Verlag, Neukirchen-Vluyn 2001, ISBN 978-3-7615-5232-2.
- Lebens-Theater, Projektion J, Asslar 2003, EAN 9783894905064.
- Starke Stücke! (Alle Theaterszenen Zweifeln und Staunen, auf DVD), SCM R. Brockhaus, Wuppertal 2006, EAN 9783417249484.
- Erstmal gelassen! Entspannungsprogramm für Herz, Kopf und Bauch (Audio-CD mit Meditationen und Übungen), cap! Music, Haiterbach-Beihingen 2009, EAN 4045027071103.
- Mein Überlebenslauf (Autobiographie), Brunnen Verlag, Gießen 2015, ISBN 978-3-7655-0921-6.
- Szenenwechsel. Jetzt schreibst du dein Leben neu, SCM Hänssler, Holzgerlingen 2017, ISBN 978-3-7751-5811-4.
- mit Annette Friese (Hrsg.): Schön ohne Aber. Wie wir von Körperhass zu Körperliebe finden, SCM Hänssler, Holzgerlingen 2020, ISBN 978-3-7751-5933-3.
- mit Martin Nowak: Schön ohne Aber. Wie wir von Körperhass zu Körperliebe finden (DVD), SCM Hänssler, Holzgerlingen 2020, DNB 1202943586.
- Es ist nie zu spät, befreit zu leben, Brunnen Verlag, Gießen 2022, ISBN 978-3-7655-2136-2.